# Campionat del Món de motociclisme de 2003
La temporada de 2003 del Campionat del món de motociclisme fou la 55a edició d'aquest campionat, organitzat per la FIM. El vigent campió de MotoGP, Valentino Rossi, va guanyar el seu tercer campionat consecutiu a la categoria reina, aquest cop per davant de Sete Gibernau. En 250cc seguia el domini d'Aprilia, amb Manuel Poggiali com a campió i Toni Elias, tercer amb cinc victòries durant la temporada. Als 125cc la victòria fou per al jove Dani Pedrosa, a només 18 anys. Jorge Lorenzo i Héctor Barberá obtingueren les seves primers victòries en aquesta categoria.
La temporada es va veure marcada per la mort del campió de 250cc del 2001, Daijiro Kato, a la primera ronda, a Suzuka. El japonès va perdre el control de la moto en acostar-se a la xicana Casio i va xocar amb una barrera a gran velocitat. Els sanitaris del circuit li van revifar el cor, però no va despertar del coma i es va morir dues setmanes després. L'accident va aixecar controvèrsia perquè la cursa no es va aturar amb bandera vermella per tal de permetre que Kato fos retirat de la pista amb la màxima cura. Des d'aleshores, Suzuka no ha tornat a ser inclosa al calendari del mundial.

## El campionat de MotoGP

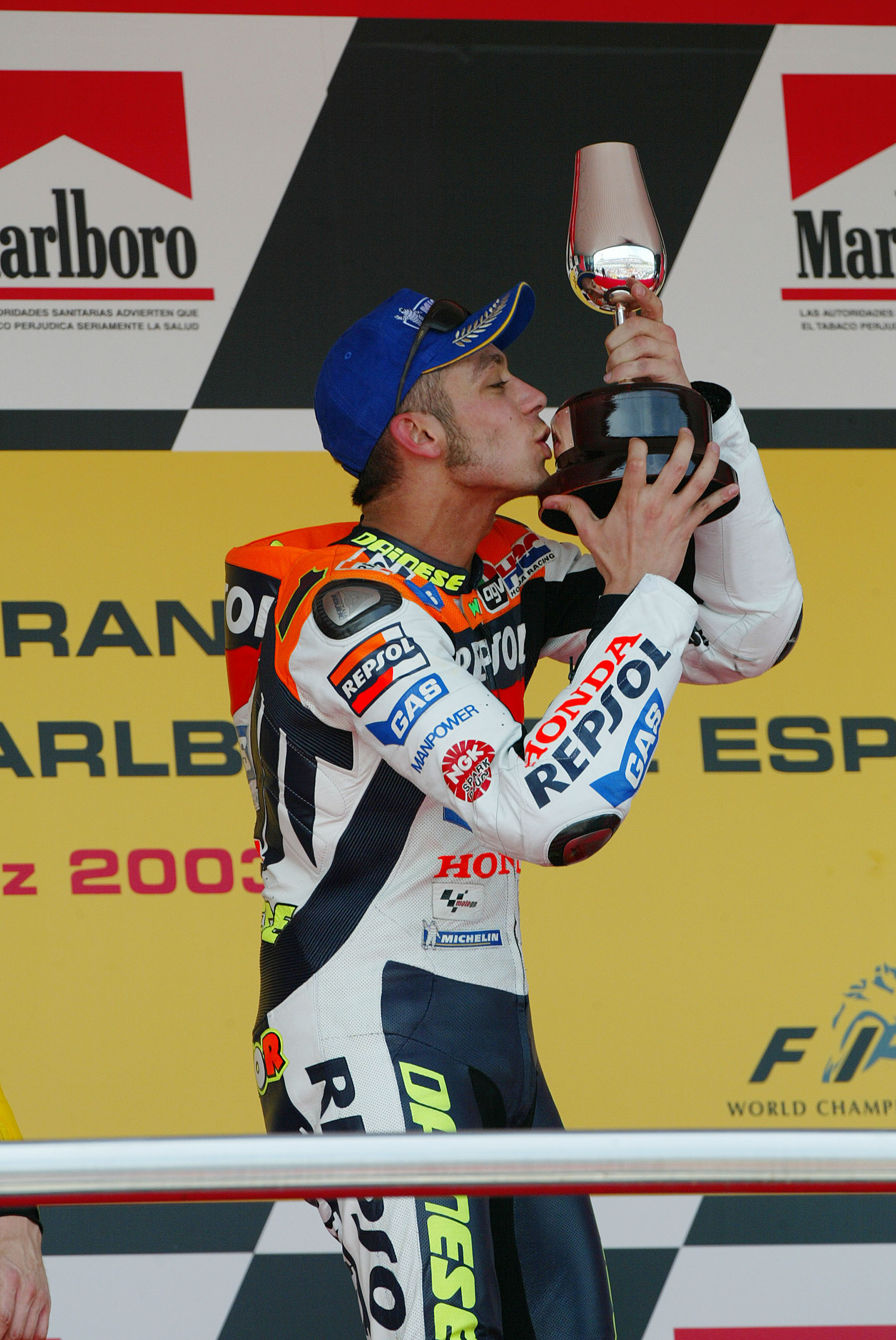
Valentino Rossi, campió de MotoGP

Rossi va guanyar nou curses aquell any, de les quals cal destacar la victòria a Phillip Island, on va rebre una penalització de 10 segons per avançar sota bandera groga i tot i així va guanyar la cursa amb més de 10 segons d'avantatge. Rossi estava insatisfet amb la seva relació amb Honda Racing Corporation i, a mesura que avançava la temporada i HRC intentava que signés un nou contracte, anava donant llargues fins que finalment va anunciar, a finals d'any, que deixaria l'equip. Aviat va signar amb Yamaha i es va endur Jeremy Burgess amb ell com a cap d'equip.
El català Sete Gibernau, company d'equip de Daijiro Kato, va heretar l'Honda RC211V de fàbrica del japonès després del seu fatal accident a Suzuka. Amb aquella moto, Gibernau va guanyar quatre curses i acabà subcampió per darrere de Rossi.
Entre els debutants de MotoGP del 2003 hi havia Nicky Hayden (debutant de l'any), Troy Bayliss, Marco Melandri i Colin Edwards. També va arribar un nou constructor: Ducati. Després de molts èxits en les curses de Superbike, la marca italiana va tornar a la categoria reina del motociclisme amb la seva GP3, una moto que va causar molt bon impressió a causa de la seva velocitat bruta. Al seu primer any en MotoGP, Ducati va acabar el campionat de constructors en segon lloc, per davant de Yamaha i darrere d'Honda. Igual que el 1998, les Honda van guanyar 15 de les 16 curses de la temporada de la categoria reina (9 per a Repsol Honda, 4 per a Gresini Racing i 2 per a Pons Racing).

## Campions del món
Pilots
| 125cc        | 250cc           | MotoGP          |
| ------------ | --------------- | --------------- |
| Dani Pedrosa | Manuel Poggiali | Valentino Rossi |

Constructors
| 125cc   | 250cc   | MotoGP |
| ------- | ------- | ------ |
| Aprilia | Aprilia | Honda  |

Equips
| MotoGP       |
| ------------ |
| Repsol Honda |

## Grans Premis

### Sistema de puntuació
Barem de puntuació de 1993 ençà:
| Posició | 1  | 2  | 3  | 4  | 5  | 6  | 7 | 8 | 9 | 10 | 11 | 12 | 13 | 14 | 15 |
| Punts   | 25 | 20 | 16 | 13 | 11 | 10 | 9 | 8 | 7 | 6  | 5  | 4  | 3  | 2  | 1  |

### Calendari
| Cursa | Data              | Gran Premi                            | Circuit        |
| ----- | ----------------- | ------------------------------------- | -------------- |
| 1     | 6 d'abril         | Gran Premi del Japó                   | Suzuka         |
| 2     | 27 d'abril        | Gran Premi d'Àfrica                   | Welkom         |
| 3     | 11 de maig        | Gran Premi d'Espanya                  | Jerez          |
| 4     | 25 de maig        | Gran Premi de França                  | Le Mans        |
| 5     | 8 de juny         | Gran Premi d'Itàlia                   | Mugello        |
| 6     | 15 de juny        | Gran Premi de Catalunya               | Catalunya      |
| 7     | 28 de juny ††     | Dutch TT                              | Assen          |
| 8     | 13 de juliol      | Gran Premi de Gran Bretanya           | Donington Park |
| 9     | 24 de juliol      | Gran Premi d'Alemanya                 | Sachsenring    |
| 10    | 7 d'agost         | Gran Premi de la República Txeca      | Brno           |
| 11    | 7 de setembre     | Gran Premi de Portugal                | Estoril        |
| 12    | 20 de setembre †† | Gran Premi de Rio de Janeiro          | Jacarepaguá    |
| 13    | 5 d'octubre       | Gran Premi del Pacífic                | Motegi         |
| 14    | 12 d'octubre      | Gran Premi de Malàisia                | Sepang         |
| 15    | 19 d'octubre      | Gran Premi d'Austràlia                | Phillip Island |
| 16    | 2 de novembre     | Gran Premi de la Comunitat Valenciana | Ricardo Tormo  |

†† = Cursa en dissabte

### Guanyadors
| Cursa | Gran Premi                            | 125cc             | 250cc           | MotoGP          | Resultats |
| ----- | ------------------------------------- | ----------------- | --------------- | --------------- | --------- |
| 1     | Gran Premi del Japó                   | Stefano Perugini  | Manuel Poggiali | Valentino Rossi | Resultat  |
| 2     | Gran Premi d'Àfrica                   | Dani Pedrosa      | Manuel Poggiali | Sete Gibernau   | Resultat  |
| 3     | Gran Premi d'Espanya                  | Lucio Cecchinello | Toni Elias      | Valentino Rossi | Resultat  |
| 4     | Gran Premi de França                  | Dani Pedrosa      | Toni Elias      | Sete Gibernau   | Resultat  |
| 5     | Gran Premi d'Itàlia                   | Lucio Cecchinello | Manuel Poggiali | Valentino Rossi | Resultat  |
| 6     | Gran Premi de Catalunya               | Dani Pedrosa      | Randy de Puinet | Loris Capirossi | Resultat  |
| 7     | Dutch TT                              | Steve Jenker      | Anthony West    | Sete Gibernau   | Resultat  |
| 8     | Gran Premi de Gran Bretanya           | Héctor Barberá    | Fonsi González  | Max Biaggi      | Resultat  |
| 9     | Gran Premi d'Alemanya                 | Stefano Perugini  | Roberto Rolfo   | Sete Gibernau   | Resultat  |
| 10    | Gran Premi de la República Txeca      | Dani Pedrosa      | Randy de Puinet | Valentino Rossi | Resultat  |
| 11    | Gran Premi de Portugal                | Pablo Nieto       | Toni Elias      | Valentino Rossi | Resultat  |
| 12    | Gran Premi de Rio de Janeiro          | Jorge Lorenzo     | Manuel Poggiali | Valentino Rossi | Resultat  |
| 13    | Gran Premi del Pacífic                | Héctor Barberá    | Toni Elias      | Max Biaggi      | Resultat  |
| 14    | Gran Premi de Malàisia                | Dani Pedrosa      | Toni Elias      | Valentino Rossi | Resultat  |
| 15    | Gran Premi d'Austràlia                | Andrea Ballerini  | Roberto Rolfo   | Valentino Rossi | Resultat  |
| 16    | Gran Premi de la Comunitat Valenciana | Casey Stoner      | Randy de Puinet | Valentino Rossi | Resultat  |

### Accident mortal
Daijiro Kato es va morir arran d'un accident a la cursa de MotoGP del Gran Premi del Japó.

## Galeria

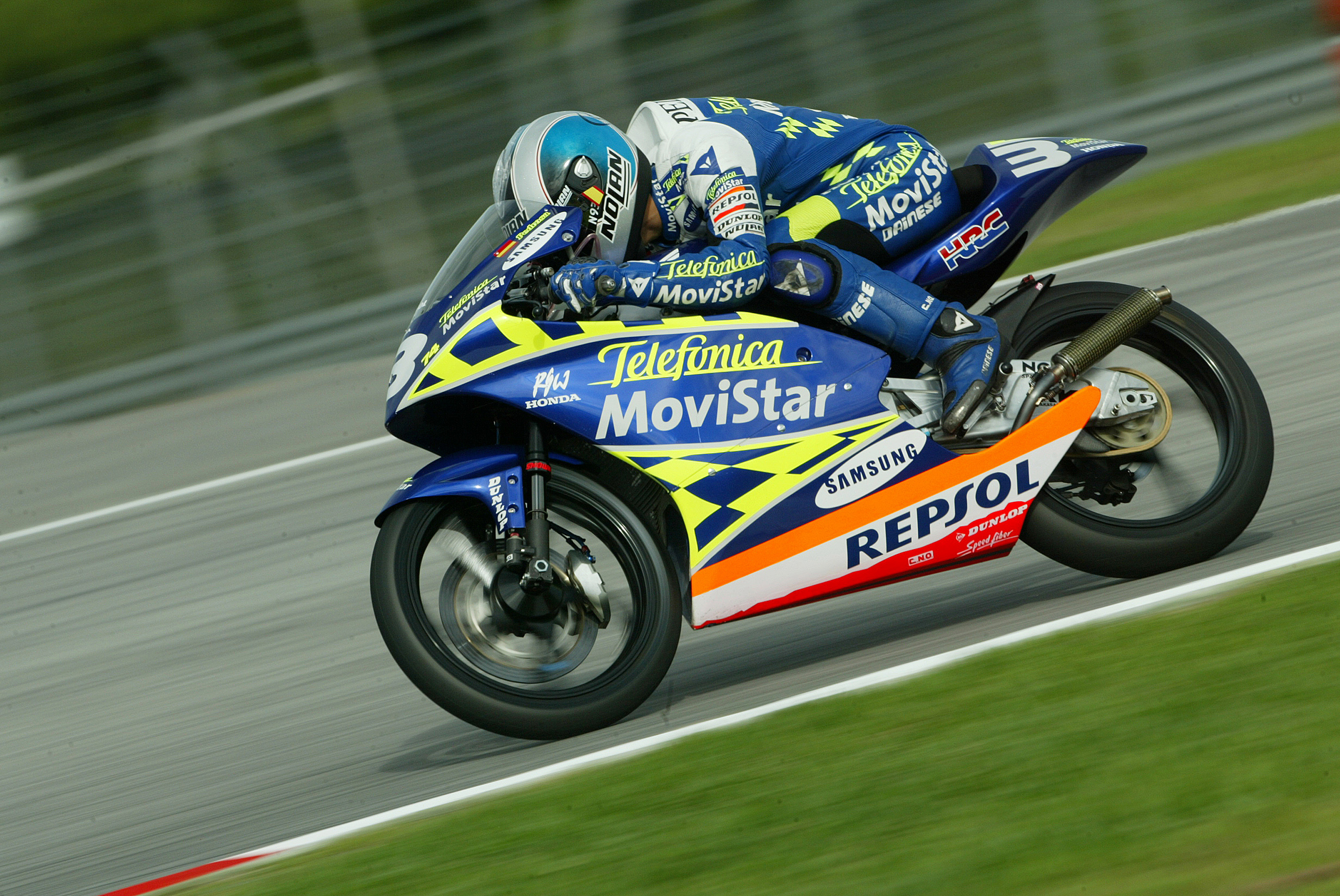
Dani Pedrosa, campió de 125cc
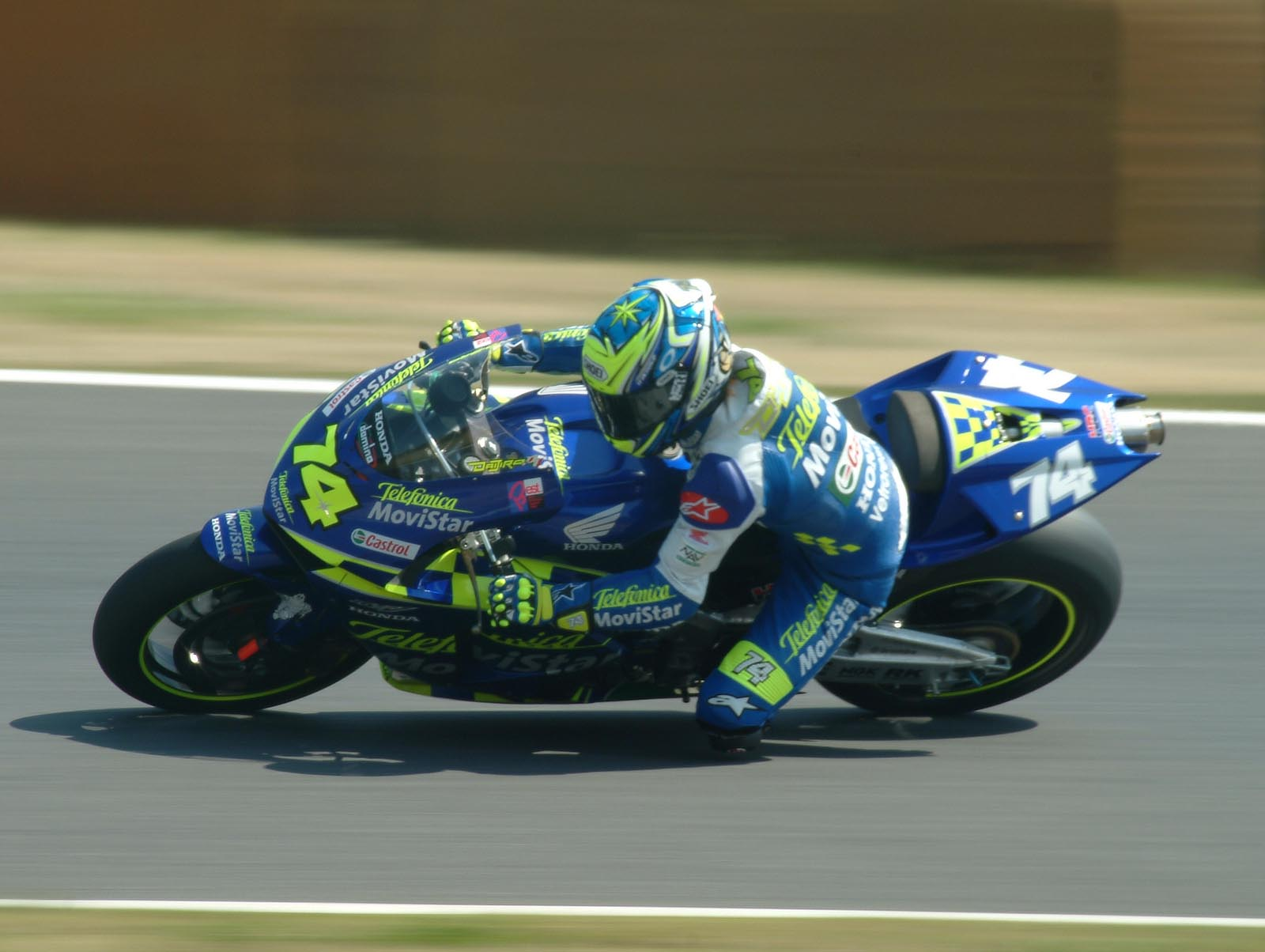
Daijiro Kato poc abans del seu fatal accident al GP del Japó
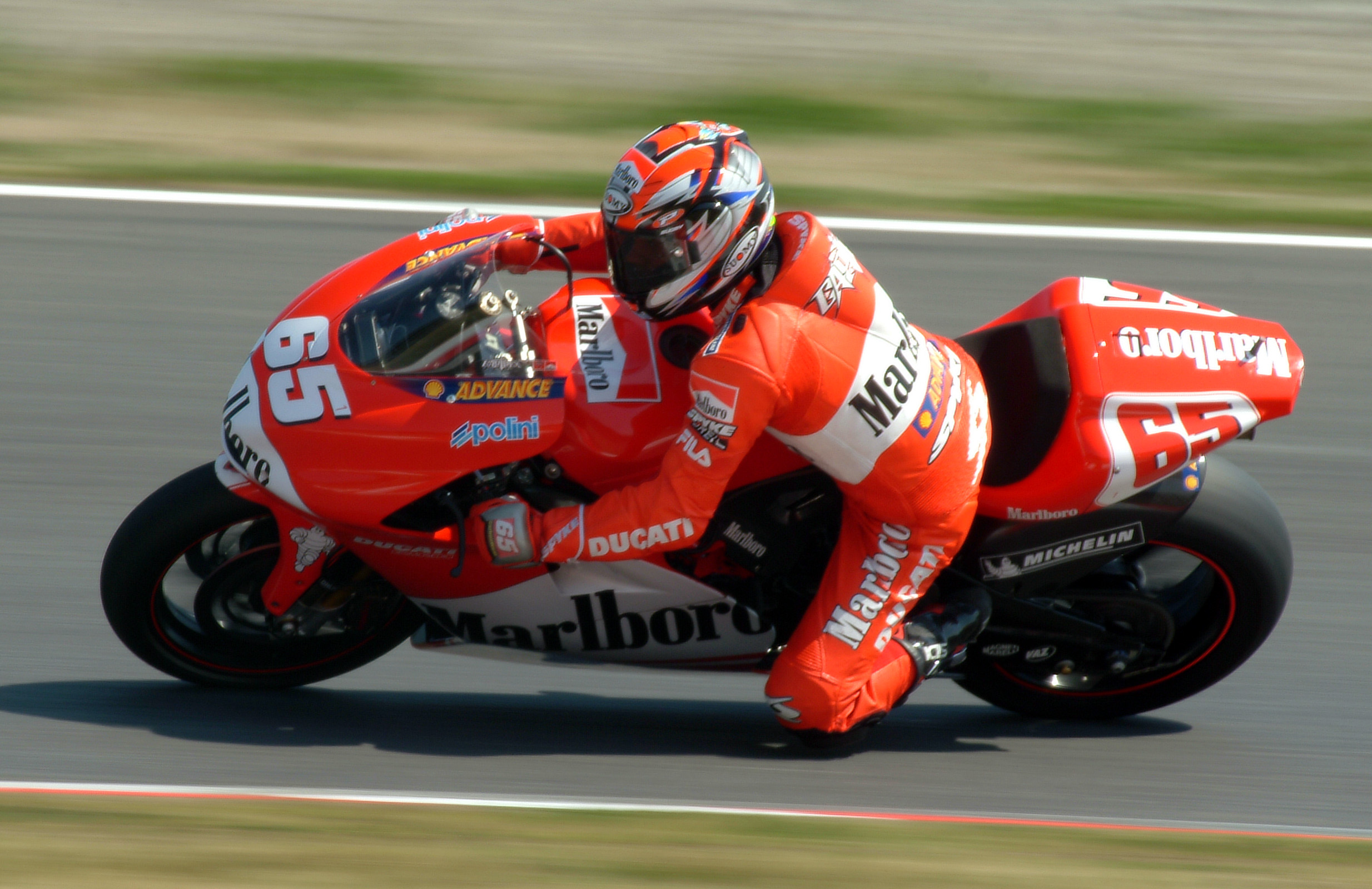
Loris Capirossi, quart a MotoGP
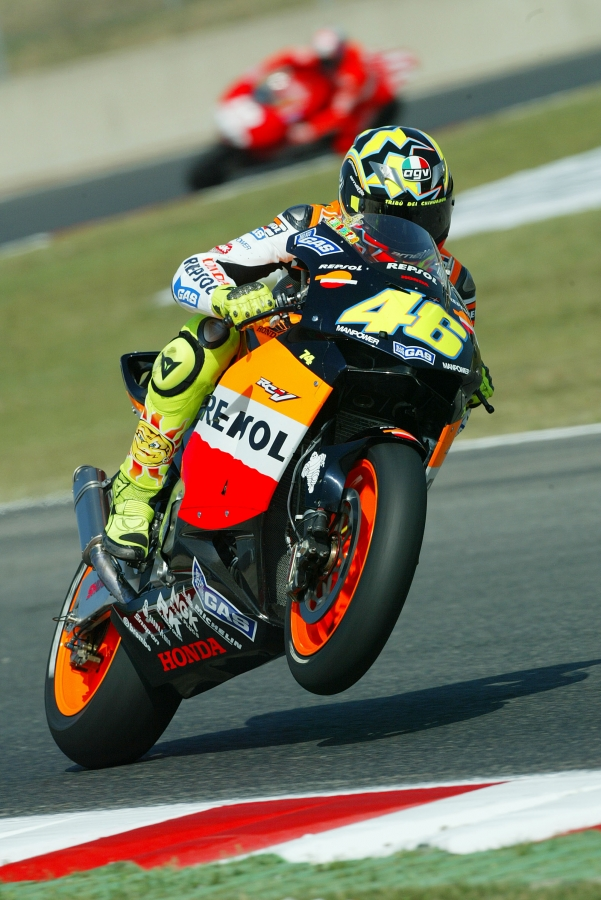
Valentino Rossi, campió de MotoGP

## Debutant de l'any
El Debutant de l'Any de MotoGP del 2003 fou l'americà Nicky Hayden.

## Classificació dels pilots

### MotoGP
(Llegenda) (En negreta - Pole; En cursiva - Volta ràpida)
- Les rondes marcades en blau es van córrer sobre pista mullada o van ser aturades per la pluja.
- Els pilots marcats en blau optaven al premi Debutant de l'any.